# 河海抄
『河海抄』（かかいしょう）は、室町時代初期に成立した『源氏物語』の注釈書である。

## 概要
四辻善成著の全20巻20冊からなる『源氏物語』の注釈書である。もともとは貞治年間（1362年から1367年まで）の初めの頃に室町幕府第二代将軍足利義詮の命令によって作成し献上したとされたものであり、宮中での『源氏物語』の講義の内容をまとめたものとされる。現在写本などの形で見られる『河海抄』はその後も四辻善成が長年に亘って考察を書き加えていったものと考えられている。また四辻善成は、後年に本書の秘説32項目を別冊化した『珊瑚秘抄』を作成している。
書名の「河海」は、「河海は細流を厭わず、故に其の深きことを成す」（『史記』李斯列伝）との成語に由来するとみられる。また四辻善成は「従五位下物語博士源惟良」という名前で署名しているが、この「惟良」という名前は『源氏物語』の作品中で光源氏の従者として本名で登場する二人の人物である藤原惟光と源良清を合わせたものであると考えられている。

## 内容
『源氏物語』の著作の由来、物語の時代の準拠、物語の名称、作者紫式部の人物伝や同人の墓等の旧跡、物語と歌道の関係等について幅広く述べている。『奥入』『紫明抄』などの先行する注釈書を踏まえつつ「七つの流派に分かれていた『源氏物語』の言説を統一した」としているものの、この「七つの流派」が具体的に何を指すのかは不明である。現在では失われてしまったものを含めて豊富な資料を引用し、全体を通して、これ以前の考証に詳しく触れているため古注の集大成的な性格を持つ。さまざまな説を並べるだけでどれが妥当だと考えるのか示さない場合が少なくない一方で「今案」として新たな自説も述べている場合も多い。
『源氏物語』が成立した由来については『源氏物語のおこり』などに記された石山寺伝説を述べており、巻数の問題についても天台60巻に基づく源氏物語60巻説を述べるなど事実に基づくというよりも中世的な伝承に彩られた説明を付け加えている場合も少なくなく、これらの点については江戸時代中期以降国学者たちによって激しい批判が加えられたものの、「准拠」の問題など、今日の研究においてもなお立脚すべき点が少なくないため、本居宣長は『源氏物語玉の小櫛』の中でこの『河海抄』を「『源氏物語』の注釈の第一」としている。
内容には全体として河内方の影響が大きく、使用している本文も基本的に河内本であり、部分的に青表紙本や伊行本や従一位麗子本等の現在別本とされている諸本との比較が見られる。

## 『源氏物語』注釈史上での位置づけ
『河海抄』以前には、『源氏物語』の注釈書としては、
- 当時の文化の中心地といえる京都から離れた鎌倉を中心に活動していた河内方により作られた注釈書（『水原抄』、『紫明抄』、『原中最秘抄』）
- 特に理解が困難な点について写本に書き付けられた添書を抜き出してまとめた注釈書（『源氏釈』、『奥入』）
- 解釈が分かれる点についてのみ議論形態で書かれた書（『弘安源氏論議』）

といったものしかなく、初めて作られた本格的な『源氏物語』の注釈書であって、これ以前の注釈書の集大成的に位置付けられるとともに、これ以後の源氏物語の注釈の基礎を築いたといえるものである。『源氏物語』の注釈書の歴史においては本書までの注釈書を「古注」、これ以後の注釈書を「旧注」と呼んで区分されている。

## 写本
本書の写本は大きく中書本系統と覆勘本系統に分かれる。主な写本として天理図書館本、静嘉堂文庫本、神宮文庫本などがある。

## 翻刻本
- 玉上琢弥『源氏物語評釈資料編 紫明抄・河海抄』角川書店、1968年6月。